# 福建省汽車工業集団
福建省汽車工業集団有限公司（Fujian Motor Industry Group Co., Ltd.、簡体字：福建省汽车工业集团有限公司、略称：福汽集団）は、1992年に福建省人民政府が設立した国有自動車メーカーである。本社は福州市。
2013年5月16日、福汽集団は東風汽車と福州市で戦略的提携関係を結ぶ合意文書に調印した。東風汽車は福汽集団の増資を引き受けて同社の株式45%を取得するほか、新たに持株会社を設立して東南汽車株の50%を保有する見通しである。

## 主なグループ企業
- 福建新龍馬汽車股份有限公司 (英：Keyton Auto)（100%）

主にMPV、ミニバン、バンを製造している。
- 福建奔馳汽車工業有限公司 (英：Fujian Benz Automotive)（50%）

中華汽車およびダイムラーとの合弁で、メルセデス・ベンツのバン・MPVを製造している。
- 廈門金龍汽車集団股份有限公司 (英：King Long Motor Group)（29.12%）

以下のバス会社の親会社で中国最大のバス製造会社。
- 廈門金龍総合汽車工業有限公司 (英：King Long)

廈門金龍汽車集団股份有限公司の子会社。
- 金龍総合汽車（蘇州）有限公司 (英：Higer Bus)

廈門金龍汽車集団股份有限公司の子会社。中国最大のバス製造輸出会社。
- 廈門金龍旅行車有限公司 (英：Golden Dragon)

廈門金龍汽車集団股份有限公司の子会社。
- 南京金龍旅行車有限公司 (英：Nanjing Golden Dragon)

南京に拠点を置く電動車製造会社。
- 金龍汽車（西安）有限公司

廈門金龍汽車集団股份有限公司、陝西汽車控股集団有限公司、金龍総合汽車（蘇州）有限公司によって2015年に設立された合弁会社。
- 三陽金龍

台湾の三陽工業と廈門金龍汽車集団股份有限公司の合弁会社。

## 過去のグループ企業
- 東南（福建）汽車工業有限公司

中華汽車および三菱自動車工業との合弁。2024年に奇瑞汽車の100%完全子会社となった。
- 雲度新能源汽車股份有限公司 (英：Yudo Auto)

2022年に吉祥航空の親会社均瑶集団が買収した。